# Bernard H. Hyman
Bernard H. Hyman (* 20. August 1895 in Grafton, West Virginia; † 7. September 1942 in Hollywood, Kalifornien) war ein US-amerikanischer Filmproduzent und Drehbuchautor.

## Leben
Hyman war in den frühen 1920er Jahren zunächst als Drehbuchautor aktiv. 1925 inszenierte er mit Morals for Men seinen einzigen Film. Ab den 1930er Jahren war er ausschließlich als Filmproduzent vor allem für Metro-Goldwyn-Mayer tätig.
Der von ihm und John Emerson produzierte Film San Francisco war bei der Oscarverleihung 1937 für den Oscar in der Kategorie Bester Film nominiert. Zudem wurden die beiden mit dem Photoplay Award ausgezeichnet.
Hyman ist auf dem Forest Lawn Memorial Park begraben. Er starb infolge eines Herzinfarkts inmitten einer Filmproduktion.

## Filmografie (Auswahl)
- 1932: Tarzan, der Affenmensch (Tarzan the Ape Man)
- 1932: Rasputin – Der Dämon Rußlands (Rasputin and the Empress)
- 1933: Liebeslied der Wüste (The Barbarian) (Associate Producer)
- 1933: Ganovenbraut (Hold Your Man)
- 1934: Tarzans Vergeltung (Tarzan and His Mate)
- 1934: Millionäre bevorzugt (The Girl from Missouri)
- 1934: Heirate nie beim ersten Mal (Forsaking All Others)
- 1935: Wo die Liebe hinfällt (I Live My Life)
- 1935: Das Rätsel von Zimmer 309 (One New York Night)
- 1935: Nach Büroschluss (After Office Hours)
- 1936: San Francisco
- 1936: Tarzans Rache (Tarzan Escapes)
- 1937: Saratoga
- 1938: Der große Walzer (The Great Waltz)
- 1940: I Take This Woman